# Santiago Catrofe
Santiago Catrofe Cacharron (* 13. Februar 1999) ist ein uruguayischer Mittel- und Langstreckenläufer, der sich auf den 1500-Meter-Lauf spezialisiert hat. Aktuell ist er Inhaber des Südamerikarekordes im 5000-Meter-Lauf.

## Sportliche Laufbahn
Erste Erfahrungen bei internationalen Meisterschaften sammelte Santiago Catrofe im Jahr 2018, als er bei den U23-Südamerikameisterschaften in Cuenca in 4:01,64 min den vierten Platz belegte. Im Jahr darauf belegte er dann bei den Südamerikameisterschaften in Lima in 3:55,21 min den vierten Platz und erreichte auch bei den anschließenden Panamerikanischen Spielen ebendort in 3:43,17 min Rang vier. 2020 gewann er bei den erstmals ausgetragenen Hallensüdamerikameisterschaften in Cochabamba in 3:58,18 min die Silbermedaille hinter dem Argentinier Federico Bruno und konnte sein Rennen im 3000-Meter-Lauf nicht beenden. Im Jahr darauf gewann er dann bei den Südamerikameisterschaften in Guayaquil in 3:38,67 min die Bronzemedaille hinter dem Brasilianer Thiago André und Federico Bruno aus Argentinien. Die Qualifikationsnorm für die Olympischen Sommerspiele in Tokio verpasste er nur um wenige Hundertstelsekunden und gewann dann bei den im Dezember erstmals ausgetragenen Panamerikanischen Juniorenspielen in Cali in 3:44,71 min die Silbermedaille hinter dem Costa-Ricaner Juan Diego Castro.
2022 siegte er in 3:40,58 min über 1500 Meter bei der BoXX United Manchester World Athletics Continental Tour und anschließend schied er bei den Weltmeisterschaften in Eugene mit 3:40,16 min im Halbfinale aus. Im Oktober gewann er dann bei den Südamerikaspielen in Asunción in 13:55,24 min die Silbermedaille im 5000-Meter-Lauf hinter dem Argentinier Federico Bruno und sicherte sich über 1500 Meter in 3:42,57 min die Bronzemedaille hinter Bruno und dem Brasilianer Guilherme Kurtz. Im Jahr darauf wurde er bei den Crosslauf-Weltmeisterschaften 2023 in Bathurst in 31:14 min 31. im Einzelrennen und im August gelangte er bei den Weltmeisterschaften in Budapest mit 28:28,49 min auf Rang 16 im 10.000-Meter-Lauf und stellte damit einen neuen Landesrekord auf. Anschließend erreichte er bei den Straßenlauf-Weltmeisterschaften in Riga nach 13:49 min den 27. Platz über 5 km. Im November belegte er bei den Panamerikanischen Spielen in Santiago de Chile in 14:50,83 min den vierten Platz über 5000 Meter. 2024 nahm er an den Olympischen Sommerspielen in Paris teil und verpasste dort mit 13:56,40 min den Finaleinzug über 5000 Meter.
In den Jahren von 2019 bis 2021 wurde Catrofe uruguayischer Meister im 1500-Meter-Lauf.

## Persönliche Bestzeiten
- 800 Meter: 1:54,70 min, 14. Juni 2017 in Albi
  - 800 Meter (Halle): 1:54,37 min, 17. Januar 2020 in Miramas (uruguayischer Rekord)
- 1000 Meter: 2:23,01 min, 21. Juli 2020 in Olot (uruguayischer Rekord)
- 1500 Meter: 3:35,82 min, 12. Juni 2021 in Nizza (uruguayischer Rekord)
  - 1500 Meter (Halle): 3:42,94 min, 19. Februar 2020 in Sabadell (uruguayischer Rekord)
- 2000 Meter: 5:08,49 min, 29. Juli 2020 in Olot (uruguayischer Rekord)
- 3000 Meter: 7:37,15 min, 10. September 2023 in Zagreb (Südamerikarekord)
  - 3000 Meter (Halle): 7:50,03 min, 20. Februar 2022 in Sabadell (uruguayischer Rekord)
- 5000 Meter: 13:05,95 min, 15. Juni 2024 in Heusden-Zolder (Südamerikarekord)
- 10.000 Meter: 28:28,49 min, 20. August 2023 in Budapest (uruguayischer Rekord)
- 5-km-Straßenlauf: 13:39 min, 31. Dezember 2021 in Barcelona (nationale Bestleistung)